# Quốc kỳ
Quốc kỳ là loại cờ được dùng làm biểu trưng cho 1 quốc gia. Những công trình công cộng và tư nhân như trường học và cơ quan chính phủ thường treo quốc kỳ. Ở 1 vài nước, quốc kỳ chỉ được treo ở những công trình phi quân sự vào những ngày treo cờ cụ thể. Có ba loại quốc kỳ phân biệt để sử dụng trên đất liền, và ba loại để sử dụng trên biển, mặc dù nhiều nước sử dụng cùng 1 kiểu thiết kế cho vài (đôi khi tất cả) các loại cờ.

## Nguồn gốc quốc kỳ

Saltire, cờ của Scotland, là lá cờ 1 nước cổ xưa nhất còn được dùng.

## Quốc kỳ sử dụng trên đất liền

Quân kỳ của Cộng hòa Nhân dân Trung Hoa.

## Cờ hiệu quốc gia trên biển

Cờ hiệu hải quân của Nhật Bản.

## Những lá cờ tương tự nhau

Quốc kỳ của Tchad.

Quốc kỳ của România.

Quốc kỳ của Monaco.

Quốc kỳ của Indonesia.

Quốc kỳ Liên Xô
Quốc kỳ Cộng hòa Xã hội chủ nghĩa Việt Nam
Quốc kỳ Cộng hòa Nhân dân Trung Hoa
Đảng kỳ Đảng Cộng sản Việt Nam
Đảng kỳ Đảng Cộng sản Trung Quốc